# Shihoko Ishii

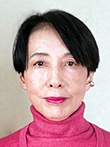
Shihoko Ishii

Shihoko Ishii (japanisch 石井 志保子 Ishii Shihoko, * 25. Dezember 1950 in Takaoka, Japan) ist eine japanische Mathematikerin und Hochschullehrerin. Sie ist emeritierte Professorin an der Universität Tokio und forscht im Bereich Algebraische Geometrie.

## Leben und Werk

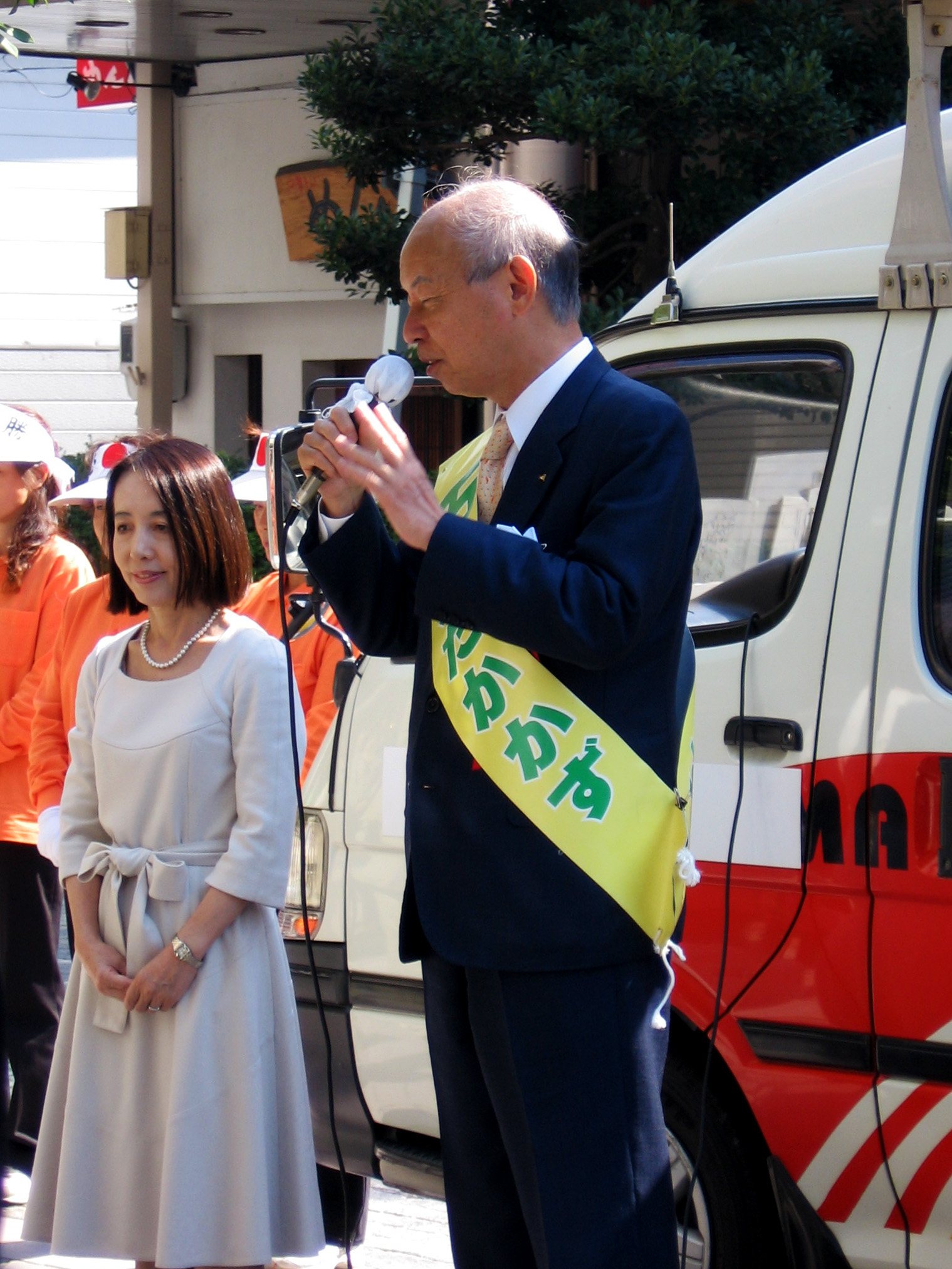
Shihoko Ishii mit Takakazu Ishii, der eine Rede für die Gouverneurswahl in Toyama hält, 2008

Ishii studierte an der Fakultät für Literatur und Naturwissenschaften am Frauencollege Tōkyō Joshi Daigaku in Tokio, wo sie 1973 den Bachelor-Abschluss erhielt. 1975 schloss sie das Masterstudium am Department of Mathematics an der Waseda University Graduate School of Science and Engineering ab. Sie heiratete den japanischen Politiker Takakazu Ishii, der 2004 Gouverneur von Toyama wurde. 1977 setzte sie ihr Studium an der Tokyo Metropolitan University fort. Während ihres Promotionsstudiums bekam sie ihren ersten Sohn und promovierte 1983 in Naturwissenschaften mit der Dissertation: On moduli scheme of subrings of a local ring .
1987 wurde sie Assistenzprofessorin an der Universität Kyūshū. 1988 wurde sie Assistenzprofessorin an der Technischen Hochschule Tokio und wurde 1990 zur außerordentlichen Professorin ernannt. 1998 wurde sie dort zur Professorin befördert. An der Graduate School of Mathematical Sciences der Universität Tokio wurde sie 2011 Professorin.
Als emeritierte Professorin an der Universität Tokio und dem Tokyo Institute of Technology arbeitet sie seit 2018 als Teilzeitprofessorin an der Tsinghua-Universität in China.
Sie arbeitet seit 2023 als speziell ernannte Professorin an der Graduate School of Mathematical Sciences der Universität Tokio.
Vom 2. bis 13. Juli 2023 fand in Japan die Internationale Mathematik-Olympiade statt und Ishii war Direktorin der Mathematics Olympiad Foundation.
Sie erhielt 1995 den Saruhashi-Preis, der jährlich an eine japanische Wissenschaftlerin unter 50 Jahren vergeben wird, die wichtige Beiträge zu den Naturwissenschaften geleistet hat. 2021 erhielt sie den Imperial Gift Award und den Japan Academy Award für ihre vielschichtige Forschung zu Singularitäten.
In ihrem Forschungsgebiet Algebraische Geometrie beschäftigt sie sich unter anderem mit Singularitäten algebraischer Varietäten.

## Ehrungen (Auswahl)
- 1995: Saruhashi-Preis[9]
- 1996: Takaoka Citizen Culture Award
- 2011: Algebra-Preis der Japanischen Mathematischen Gesellschaft
- 2021: Japan Academy Prize[10][11]

## Veröffentlichungen (Auswahl)
- Introduction to Singularities. Springer Tokio, 2018, ISBN 978-4-431-56836-0.
- Some projective contraction theorems. Manuscripta Math., 22, 1977, S. 343–358.
- Moduli of subrings of a local ring. J. Alg., 67, 1980, S. 504–516.
- Global Moduli of equisingular complete curves. J. Alg., 78, 1982, S. 255–264.
- Moduli space of polarized del Pezzo surfaces and its compactifications. Tokyo J. of Math.5,(1982) 289–297.
- A characterization of hyperplane cuts of smooth complete intersections. Proc. Japan Acad., 58, 1982, S. 309–311.
- Chow instability of certain projective varieties. Nagoya Math. J., 92, 1983, S. 39–50.
- On the pluri-genera and mixed Hodge structures of isolated singularities. Proc. Japan Acad., 59, 1983, S. 355–357.
- On isolated Gorenstein singularities. Math. Ann., 270, (1985) 541–554.
- Small deformations of normal singularities. Math. Ann. 275, 1986, S. 139–148.
- Two dimensional singularities with bounded pluri-genera are Q-Gorenstein Singularities. Contemporary. Math., 90, 1989, S. 135–145.
- The asymptotic behavior of pluri-genera for a normal isolated singularity. Math. Ann., 286, 1990, S. 803–812.
- A Fano 3-fold with non-rational singularities and a two-dimensional basis, Abh. Math. Hamburg 64, 1994, S. 249–277.
- The canonical modifications by weighted blow-ups. J. of Alg. Geom. 5, 1996, S. 783–799
- The minimal model theorem for divisors of toric varieties. Tohoku Math. J., 51, 1999, S. 213–226.
- On toric image divisors. Comm. Alg., 29 (3), 2001, S. 1165–1173.